# アーサー・マッケン
アーサー・マッケン（Arthur Machen, 1863年3月3日 - 1947年12月15日）は、イギリスの小説家。20世紀の怪奇小説に大きな影響を与えた。本名はアーサー・ルウェリン・ジョーンズ（Arthur Llewelyn Jones）。

## 生涯
ウェールズ、モンマスシャーのカーレオン・オン・アスク（現在はニューポート）にて、聖公会司祭の子として生まれ、子供時代から文学に親しんで育つ。1880年に医師を目指して王立軍医学校入試のためロンドンに出るが、入試に失敗する。1881年にディケンズやド・クィンシーのような作家を目指し、再度ロンドンに出る。子供時代に見た故郷の風景や、不思議な幻想が以降の作品のキーノートになる。
家庭教師や出版社の手伝いで生計を立てながら、1883年に私家版詩集『エレウシニア』を発行した。1886年にロバート・バートン『憂鬱の解剖学』をもじったエッセイ『煙草の解剖学』を出版し、この頃から小説を雑誌に掲載するようになり、1886年から『エプタメロン』などフランス文学から英訳などを手がけて生活する。1894年にはカザノヴァ『回想録』を訳した。
1887年に最初の妻アメリア・ホッグと結婚、この年に親類の遺産が入り、生活に苦労せずに執筆活動を行うようになる。マッケンの最初の本格的な作品『パンの大神』は、当時のイギリス文学界において、不道徳であるとして激しい批判を受ける。それはさらに『三人の詐欺師』における『黒い石印』と『白い粉薬のはなし』においてその批判は決定的なものとなる。マッケンの作品は、その批判者から「汚物文学」とまで呼ばれるに至った。1899年にアメリアが病死、アメリアの紹介で親しかった心霊研究家A・E・ウェイトの誘いで実際の魔術結社「ヘルメス主義黄金の黎明団」に、アメリアの死後から1年ほど所属していた。『白魔』(The White People) にはその影響があるという。
1901年に「フランク・ベンスン・シェークスピア・レパートリー劇団」に参加し、役者として生活を始め、そこで知り合ったドロシー・ピュアフォイと再婚する。この年に書いた『夢の丘』は自伝的要素の色濃い作品で、この時期の作品は『生活の欠片』など心境小説的なものになる。
第一次大戦後は新聞社に勤めながらエッセイや犯罪実録物を手がけ、その後はバッキンガムシャーのアマシャムの村で妻と静かに晩年を送った。窮乏を見かねた知人たちの働きかけで、1933年には国王ジョージ5世から年100ポンドの王室下賜年金を受け（1938年から140ドルに増額）、1943年にはジョージ・バーナード・ショーらにより2000ポンドの義捐金を受ける。1947年3月に妻ピュアフォイが死去、同年12月にビーコンズフィールドの病院で死去した。

### 「モンスの天使」事件
第一次世界大戦中、イギリスの守護聖人である聖ジョージがベルギーの戦場に現れてイギリス兵を助けるという作品「弓兵」(The Bowman) を、1914年9月29日『イヴニング・ニューズ』に発表すると、戦場におもむくイギリス兵士や一般の人々がこれを本当の話だと思い込み、実際に弓兵を見たという噂まで飛び交った。マッケンは作り話であることを表明したが、噂はますます広まるばかりとなった。後に「弓兵」が収められた短篇集は、マッケンの生涯で唯一のベストセラーとなった。

## 評価
マッケンの作品が後世に与えた影響は大きい。1920年代にジェイムズ・ブランチ・キャベルなどによりアメリカで評価の動きが起き、1930年代にハワード・フィリップス・ラヴクラフトは、マッケンの作品を異次元的怪異であるとし、「マッケンはコズミックホラーを最高の芸術にまで昇華した創作者であり、かれに並ぼうというのはほとんど無謀といっていい」（"Of living creators of cosmic fear raised to its most artistic pitch, few can hope to equal the versatile Arthur Machen."）とまで言っている。実際、ラヴクラフトの『闇に囁くもの』に現れる状況は、『黒い石印』で語られる状況の（当時の）現代版とも言えるほどである。オーガスト・ダーレスはマッケンの死去の際に「今世紀最大の惑星」と述べるほど、高く評価されていた。アルジャーノン・ブラックウッドとM・R・ジェイムズにマッケンを加えて「近代英国怪奇文学の三巨匠」と呼ぶ声もある。ヘンリー・ミラー『わが読書』（1952年）でも、最も大きな影響を受けた百冊に『夢の丘』が挙げられた。
日本では1970年代に平井呈一の訳業によって本格的に紹介され、平井の全訳による『アーサー・マッケン作品集成』が刊行されている。日本のホラー作家朝松健の筆名は「アーサー・マッケン」をもじったもの。

## 代表作

### 小説
- クレメンディー年代記 The Chronicle of Clemendy 1888年
- パンの大神 The Great God Pan 1894年
- 内奥の光 The Inmost Light 1894年
- 三人の詐欺師 The Three Impostors 1895年 （東京創元社版邦題『怪奇クラブ』）
- 白魔 The White People 1899年
- 夢の丘 The Hill of Dreams 1907年
- 秘めたる栄光 The Secret Glory 1922年
- 輝く金字塔 The Shining Pyramid 1923年
- 生活の欠片 A Fragment of Life 1928年
- 緑地帯 The Green Round 1932年

### 随想・研究
- 煙草の解剖学 The Anatomy of Tobacco 1884年
- 神聖文字 Hieroglyphics 1902年
- エリザベス・キャニングの謎 The Canning Wonder 1925年